# 오케이몰
오케이몰은 대한민국 1등 명품 이커머스다. 100% 직매입 방식을 채택하고 있다. 100% 정품 판매, 국내 최저가 보장, 빠른 배송 서비스(당일발송·묶음배송·맞교환 서비스)를 제공한다.
오케이몰은 자체 물류센터에서 10단계 정품 검수를 거친 뒤 판매되며, 상품이 반품될 경우에도 cctv 영상, 정품 인증 케이블 타이 등과의 대조 검수를 거쳐 재입고된다. 이 과정에서 적발된 상품 바꿔치기 등의 부정행위에 대해서는 무관용 원칙으로 대응한다. 실제로 1년 이상의 실형 선고 및 수천만 원의 벌금을 낸 사례가 있다.
경영 또한 투명하다. 사이트 내 'WHY no.1' 메뉴를 통해 실시간 매출부터 영업이익, 당일발송/묶음배송율 등을 공개하며, 국세청에서 진행한 2017년 특별세무조사 및 2022년 정기세무조사에서 추가징수 세금이 전혀 나오지 않았다. 2018년에는 국세청으로부터 모범납세자상을 받은 바 있다.
오케이몰은 2000년 8월 오케이아웃도어닷컴이라는 이름으로 설립되어 아웃도어 용품을 전문적으로 판매해오다가, 2014년 7월 오케이몰로 사명을 변경하며 패션 의류, 신발, 가방, 뷰티, 잡화, 레저 의류 등을 판매하는 온라인 쇼핑몰로 전환, 2018년부터는 톰브라운, 스톤아일랜드, 프라다 등 패션 명품을 주력으로 판매하고 있다. 2022년에는 아나토미카, SOUTH2 WEST8, 헤드포터, 컬러비콘, 오라리 등 국내에서 접하기 힘들었던 일본 브랜드를 선보일 계획을 밝혔다. 오케이몰은 2000년 설립 이후 매년 연 평균 50% 이상의 매출 성장세를 보이며, 17년 연속 매출 성장 및 18년 연속 영업이익 흑자를 기록하고 있다.

## 사업모델
오케이몰은 국내외 수천 여 개 브랜드 상품을 100% 직매입하여 군포에 위치한 물류센터에 보관 후 판매하는 국내 유일의 100% 완사입 체제를 갖추고 있다. 10단계 정품 검수, 상품 등록, 묶음포장, 당일발송, A/S, 교환/환불, 고객 응대까지 전 과정을 오케이몰의 정직원이 100% 책임지고 처리하는 방식으로 쇼핑몰을 운영한다.
오케이몰의 모든 상품은 100% 정품과 온라인 국내 최저가(네이버쇼핑 가격비교 기준)를 보장한다. 정품이 아닐 경우 상품 가격의 300%를 보상하며, 국내 최저가가 아닐 경우 차액의 110%를 보상하는 제도를 운용하고 있다. 오케이몰은 2000년 창립 이래 지금껏 가품이 단 한 개도 발견되지 않을 만큼 철저하게 운영되고 있다.

## 오케이몰 주요 브랜드
- 톰브라운
- 프라다
- 스톤아일랜드
- CP컴퍼니
- 버버리
- 메종키츠네
- 제이린드버그
- 폴로랄프로렌
- 구찌
- 골든구스
- 아크테릭스
- 몽클레르
- 나이키
- 아디다스
- 무스너클
- 파라점퍼스
- 피엘라벤
- 다이와
- 오프화이트
- 아미
- 언더아머
- 노비스
- 겐조
- 메종마르지엘라
- 디스퀘어드2
- 시마노
- 발렌티노
- 블랙다이아몬드
- 마무트
- 타이틀리스트

## 연혁
- 2024년 10월 10만원 결제 시 7만원 캐시백, 12개월 무이자 할부 가능한 '오케이몰X롯데카드(DIGILOCA)' 출시
- 2022년 10월 알리바바 그룹과 파트너십 체결 - 중국 명품시장 공략
- 2021년 9월 '오케이몰 우리카드' 출시
- 2021년 5월 '실시간 상품준비영상 열람서비스' 오픈
- 2021년 3월 해외배송 서비스 오픈
- 2020년 12월 매출 2,000억 돌파
- 2017년 6월 오케이몰 상표권 등록
- 2016년 12월 매출 1,000억 달성[7]
- 2015년 12월 오케이몰 어플리케이션 출시, 오케이몰 물류센터 추가 확장
- 2015년 4월 전체 오프라인 매장 철수
- 2014년 8월 오케이몰로 사명 및 도메인 변경
- 2013년 12월 군포 물류센터 2차 확장, 광희동 본사 대규모 확장
- 2012년 5월 모바일 상품권 출시
- 2012년 3월 '더 포 엘리먼츠' 브랜드 생산 개시
- 2011년 3월 신발 브랜드 국내 최대 보유
- 2011년 2월 신발 카테고리 확장
- 2010년 9월 TV 광고 '신고하십시오' 피켈편 방영
- 2010년 8월 모바일 전용 페이지 오픈
- 2010년 5월 장성덕 대표 강연 (MBC 희망특강 파랑새)
- 2010년 2월 장성덕 대표 저서 '오케이아웃도어닷컴에 OK는 없다' 출간
- 2009년 10월 TV 광고 '신고하십시오' 바이크편, 헬기편 방영
- 2009년 10월 광희동 본사 확장 이전
- 2008년 7월 군포 물류센터 1차 확장
- 2008년 4월 '락마스터', '바디핏' 브랜드 생산 개시
- 2007년 1월 고객만족센터, AS센터 확장 이전
- 2004년 9월 물류센터 대규모 확장 이전
- 2000년 8월 오케이아웃도어닷컴 설립
- 2000년 3월 산악정보 제공 사이트, 오케이마운틴닷컴 오픈

## 수상내역
- 2022년

- 국가서비스대상 / 산업정책연구원, 산업통상자원부, 중소벤처기업부
- 국민공감브랜드 고용노동부장관상 / 과학기술정보통신부, 행정안전부, 산업통상자원부 등
- 2021년

- 대한민국 CSR·ESG 경영대상 보건복지부장관상 / 한국서비스산업진흥회, 대한민국 국회, 기획재정부, 보건복지부 등 정부부처
- 소비자가 선택한 최고의 브랜드 / 한국소비자평가위원회
- 2020년

- 한국물류대상 / 국토교통부
- 앱 어워드 코리아 2020 올해의 앱 / 디지틀조선일보

- 2019년

- 일생활균형 우수기업 / 고용노동부
- 대한민국혁신인물브랜드대상 / 헤럴드경제, 코리아헤럴드

- 2018년

- 디지털경영혁신대상 과학기술정보통신부 장관상 / 매일경제, 과학기술정보통신부, 문화체육관광부, 중소벤처기업부
- 국세청 모범납세자상 / 국세청
- 대한민국 최고의 경영대상 / 매일경제

- 2017년

- 일하기 좋은 기업 대상 / 한경비즈니스

- 2016년

- 여가친화기업인증 / 문화체육관광부
- 한국소비자만족지수 1위 (온라인쇼핑몰 부문) / 한경비즈니스

- 2015년

- 일하기 좋은 한국기업 (IT/웹기업 부문) / 잡플래닛, 포춘코리아
- 대한민국경제리더대상 (혁신경영 부문) / 중앙일보 이코노미스트

- 2014년

- 대한민국 일하기 좋은 100대 기업대상 (일반서비스 부문) / GWP 코리아

- 2013년

- 대한민국 좋은 기업문화 대상 / 조선일보, 산업통상자원부, 고용노동부, 미래창조과학부
- 대한민국소비자신뢰대표브랜드대상 (5년 연속) / 한국브랜드경영협회, 한국경제신문
- 여성소비자선정 품질만족대상 (3년 연속) / 디지틀조선일보
- 고객사랑브랜드대상 (3년 연속) / 중앙일보
- 모바일브랜드대상 (2년 연속) / 매일경제
- 한국을 빛낸 창조경영대상 (고객만족경영 부문) / 중앙일보
- 행복더함 사회공헌대상 (2년 연속) / 한국경영자총협회, 한국언론인협회
- 한경마케팅대상 (경영인 부문) / 한국경제, 열린경영연구원
- 대한민국 퍼스트브랜드대상 (2년 연속) / 한국소비자브랜드위원회

- 2012년

- 한국유통대상 지식경제부장관상 (유통효율혁신 부문) / 대한상공회의소
- 한국소비자만족지수 1위 (2년 연속) / 한경비즈니스, 일간스포츠
- 대한민국소비자신뢰대표브랜드대상 (4년 연속) / 한국경제신문, 한국브랜드경영협회
- 사회공헌상 / 서울시 중구청
- 한국을 이끄는 혁신 리더 / 뉴스메이커
- 여성소비자선정 품질만족대상 (2년 연속) / 디지틀조선일보
- 고객사랑브랜드대상 / 중앙일보 이코노미스트
- 모바일브랜드대상 / 매일경제신문
- 행복더함 사회공헌대상 (지역사회공헌 부문) / 동아일보, 한국언론인협회
- 올해를 빛낼 히트상품 / 조선일보
- 대한민국 퍼스트브랜드대상 / 한국소비자브랜드위원회, 한국소비자포럼

- 2011년

- 한국소비자만족지수 1위 / 일간스포츠
- 소비자권익증진경영대상 (고객가치경영 부문) / 중앙일보
- 국민사랑 고객감동브랜드대상 (유통서비스 부문) / 동아일보
- 온라인마케팅 이노베이터 대상 (2년 연속) / 오버추어코리아
- 대한민국소비자신뢰대표브랜드대상 (3년 연속) / 한국경제신문
- 여성소비자선정 품질만족대상 / 디지틀조선일보
- 서경 베스트히트상품 / 서울경제신문
- KOREA Web Awards 인터넷기업협회 협회장상 / 한국일보
- 고객사랑브랜드대상 / 중앙일보 이코노미스트

- 2010년

- 대한민국마케팅대상 / 서울경제신문
- 기업혁신대상 국무총리상 / 대한상공회의소, 중앙일보
- 온라인마케팅 이노베이터대상 / 오버추어코리아
- 대한민국소비자신뢰대표브랜드대상 (2년 연속) / 한국경제신문
- 고객만족서비스대상 / 한국일보
- 한경소비자대상 / 한국경제신문
- 고객중심경영대상 / 한국정보산업연합회
- 대한민국신뢰기업대상 / 한국경제신문
- KOREA Web Awards 한국디자인진흥원 원장상 (E-commerce 부문) / 한국일보
- 희망나눔캠페인 유공자 포상 경기도지사 표창 / 사회복지공동모금회

- 2009년

- 하반기 히트상품 / 서울신문 
- 고객만족우수기업 / 서울경제신문 
- 하반기 혜경 히트상품 / 코리아헤럴드 
- 서경 베스트 히트상품 / 서울경제신문 
- 대한민국소비자신뢰대표브랜드대상 / 한국경제신문 

- 2000년~2008년

- 인기웰빙상품대상 / 스포츠조선 
- 우수혁신기업대상 (마케팅혁신 부문) / 한국경제신문, 한국소비자포럼 
- KOREA Web Awards 전문몰 우수상 (전자상거래 부문) / 한국일보
- 대한적십자 감사패 (구호사업 부문) / 대한적십자
- 총괄경영대상 (레저아웃도어 부문) / 산업자원부 산하 한국서비스 경영진흥원
- 브랜드파워대상 (의류쇼핑몰 부문) / 스포츠투데이
- 고객만족 TOP브랜드 (레포츠용품 부문) / 스포츠서울
- 21세기 리딩기업 (마케팅 부문) / 코리아헤럴드

## 관련 서적
- 《오케이아웃도어닷컴에 OK는 없다》, 장성덕 저, 경제/경영, ISBN 978-89-6086-236-4